# Борисов Василь Федорович
Василь Федорович Борисов (12 грудня 1922, с. Маяки, Слов'янський район, Донецька область, Українська РСР, СРСР – 21 серпня 2003) — радянський стрілець з гвинтівки, олімпійський чемпіон, багаторазовий чемпіон і рекордсмен світу, Європи і СРСР. Заслужений майстер спорту (1955).

## Біографія
Виступав за московське «Динамо». У 1961 році закінчив Вищу школу тренерів при ДЦОЛІФК, після закінчення спортивної кар'єри працював тренером.
Нагороджений орденом Трудового Червоного Прапора.
Борисов помер у Москві 21 серпня 2003 року у віці 80 років.

## Спортивні досягнення
- чемпіон Олімпійських ігор (1956)
- срібний призер Олімпійських ігор (1956)
- бронзовий призер Олімпійських ігор (1960)
- дванадцятиразовий чемпіон світу (1954, 1958, 1962)
- шестиразовий срібний призер чемпіонатів світу (1954, 1958, 1966)
- п'ятиразовий бронзовий призер чемпіонатів світу (1954, 1958, 1966)
- дев'ятиразовий чемпіон Європи (1955, 1959, 1965)
- чотириразовий срібний призер чемпіонатів Європи (1955, 1959, 1965)
- триразовий бронзовий призер чемпіонатів Європи (1955, 1959, 1965)
- двадцятисемиразовий чемпіон СРСР (1951—1956, 1959, 1961—1965)
- рекордсмен Олімпійських ігор — 1956 року набрав 1138 очок (лежачи — 396, з коліна — 383, стоячи — 359).
- шістнадцятиразовий рекордсмен світу
- п'ятнадцятиразовий рекордсмен Європи
- п'ятидесятидев'ятиразовий рекордсмен СРСР